# Contarinia zygophylliflorae
Contarinia zygophylliflorae är en tvåvingeart som beskrevs av Fedotova 1990. Contarinia zygophylliflorae ingår i släktet Contarinia och familjen gallmyggor.
Artens utbredningsområde är Kazakstan. Inga underarter finns listade i Catalogue of Life.